# Бидинский (посёлок)
Бидинский — посёлок в Аргаяшском районе Челябинской области России. Входит в состав Кузнецкого сельского поселения.
Расположен в северо-западной части района, на берегу озера Биды. Расстояние до районного центра села Аргаяш 22 км, до центра сельского поселения села Кузнецкого 4 км.
Поселок основан на месте бывшего хутора в начале 1960-х гг.

## Население
| 2002 | 2010 |
| ---- | ---- |
| 80   | ↘64  |

В 1970 г.  — 214 чел., в 1983 г. — 89 чел., в 1995 г. — 77 чел.

## Улицы
- Просторная,
- Солнечная.